# Nadia Fanchini
Nadia Fanchini, född 25 juni 1986 i Lovere, Val Camonica, är en italiensk alpin skidåkare.
Fanchini är fartåkare och har sina främsta placeringar i störtlopp och super-G. Hon debuterade i världscupen den 13 december 2003 på hemmaplan i Alta Badia. Den 7 december 2008 vann hon en världscuptävling i Lake Louise i Kanada.
I VM 2005 i Bormio blev hon fyra i super-G. Hon vann brons i störtlopp VM 2009 och silver i störtlopp VM 2013.
Hon är yngre syster till Elena Fanchini, som också var alpin skidåkare.

## Världscupsegrar (1)
| Datum           | Plats       | Disciplin |
| --------------- | ----------- | --------- |
| 7 december 2008 | Lake Louise | Super-G   |